# Albin Wira
Albin Wira (ur. 19 grudnia 1953 w Chorzowie) – polski piłkarz grający na pozycji pomocnika, występujący głównie w Ruchu Chorzów, czterokrotny mistrz Polski (1974, 1975, 1979, 1989), później trener piłkarski.

## Życiorys
Jest wychowankiem Ruchu Chorzów, w barwach tego klubu grał od 1968. 20 marca 1974 debiutował w barwach I drużyny seniorów, w spotkaniu Pucharu UEFA z Feyenoordem Rotterdam. 4 sierpnia 1974 debiutował w rozgrywkach I ligi, w wyjazdowym spotkaniu 29 (przedostatniej) kolejki z Odrą Opole. Zagrał także w ostatnim meczu tego sezonu, co dało mu także pierwszy tytuł mistrzowski w barwach chorzowskiego klubu. W sezonie 1974/1975 zagrał w 15 spotkaniach i kolejny raz wywalczył mistrzostwo Polski. W kolejnych sezonach stał się podstawowym zawodnikiem Ruchu. W sezonie 1975/1976 zagrał w 27 spotkaniach i zdobył pierwszą bramkę w lidze (28 września 1975 w wyjazdowym spotkaniu z Polonią Bytom), a jego zespół zajął 4. miejsce w rozgrywkach. W sezonie 1976/1977 wystąpił we wszystkich 30 spotkaniach i strzelił siedem bramek (Ruch zajął w lidze 13. miejsce), w sezonie 1977/1978 zagrał w 27 spotkaniach i zdobył dwie bramki (Ruch zajął 14. miejsce w lidze). Po dwóch nieudanych sezonach był jednym z podstawowych graczy Ruchu, który w sezonie 1978/1979 zdobył mistrzostwo Polski (zagrał w 28 spotkaniach, strzelił jedną bramkę).
W sezonie  1979/1980 zagrał jedynie w rundzie jesiennej, w 13 spotkaniach, a jego zespół zajął ostatecznie 11. miejsce w lidze. Opuścił także cały sezon 1980/1981. Powrócił do gry w sezonie 1981/1982, zagrał w 23 spotkaniach, strzelił jednego gola (zespół zajął 14. miejsce w lidze), w sezonie  1982/1983 rozegrał w Ruchu rundę jesienną, rozegrał wówczas 13 meczów, strzelił dwie bramki (jego zespół zajął ostatecznie 3. miejsce w lidze.  W rundzie wiosennej sezonu 1982/1983 występował w II lidze niemieckiej, w zespole TuS Schloß Neuhaus (wystąpił w 15 spotkaniach, a jego zespół spadł do Oberligi. Na tym poziomie rozgrywek występował do 1986 (początkowo w TuS Schloß Neuhaus, od 1985 w powstałym w wyniku fuzji klubów TuS Paderborn-Neuhaus. Wiosną 1987 ponownie zaczął grać w Ruchu Chorzów. Zagrał w ostatnich czterech spotkaniach sezonu 1986/1987 (strzelił jedną bramkę, ale gole z tego spotkania zostały unieważnione decyzją PZPN) oraz w dwóch przegranych ostatecznie meczach barażowych o pozostanie w I lidze. W sezonie 1987/1988 wygrał z Ruchem rozgrywki II ligi, rozegrał 29 spotkań, strzelił trzy bramki. W sezonie 1988/1989 zdobył z Ruchem swój czwarty tytuł mistrzowski, wystąpił w 15 spotkaniach. Łącznie w barwach Ruchu wystąpił w 199 spotkaniach I ligi, 15 spotkaniach II ligi, a także 16 spotkaniach Pucharu Polski, 2 spotkaniach Pucharu Ligi, 6 spotkaniach Pucharu Europy Mistrzów Krajowych, 1 spotkaniu Pucharu UEFA i 4 spotkaniach Pucharu Intertoto. W I lidze strzelił 14 goli (+ 1 gol anulowany), w Pucharze Intertoto - 1 bramkę.
Po zakończeniu kariery zawodniczej został trenerem piłkarskim. W latach 1990–1992, 2003–2004 i 2006–2007 był szkoleniowcem GKS-u Tychy, w latach 1994–1995 Ruchu Chorzów, od lipca do sierpnia 1996 roku Sokołu Tychy, od kwietnia do sierpnia 1998 roku Polonii Bytom, w latach 1999–2001 oraz w 2002 roku MKS-u Lędziny, a od lipca do sierpnia 2001 roku Podbeskidzia Bielsko-Biała. Od lipca do grudnia 2002 roku był kierownikiem sportowym Ruchu Chorzów. Ponadto od lutego 2000 do września 2003 roku pełnił funkcję selekcjonera kobiecej reprezentacji Polski.